# Unreal Estate
Unreal Estate är en balett i en akt, med koreografi av Carina Reich och Bogdan Szyber och musik av Entombed. Den var ett beställningsverk för  Kungliga Baletten och hade urpremiär på Kungliga Operan i Stockholm den 15 februari 2002. Föreställningen byggde på kontrasten mellan två mycket olika traditioner: klassisk balettdans och death metal. Entombed framförde musiken live i Operans orkesterdike och på dess scen. Operan varnade i programbladet för hög ljudvolym och tillhandahöll hörselskydd för publiken i garderoberna.

## Upphovsmän och medverkande
- Koreografi, scenografi och kostym - Bogdan Szyber och Carina Reich
- Koreografassistent - Cecilia Roos
- Musik - Entombed
- Ljus - Linus Fellbom
- Ljud - Tony Dickman
- Vit fröken - Ylva Helander
- Röd dam - Karin Forslind
- Svart dam - Jenny Nilson
- Kraftkvinnor - Katarzyna Kucharska, Eugenia Bolander, Therese Nyström
- Röda män - Dragos Mihalcea, Anders Groth
- Kraftmän - Nicolaus Fotiadis, Niklas Mattsson, Johannes Öhman
- Dandys - Roy Sandgren, Adam Schütt
- Svart herre - Hans Nilsson
- Svart yngling - Oscar Salomonsson

## Diskografi
2005 Entombed: Unreal Estate (livealbum med musiken från föreställningen)